# Verene Shepherd

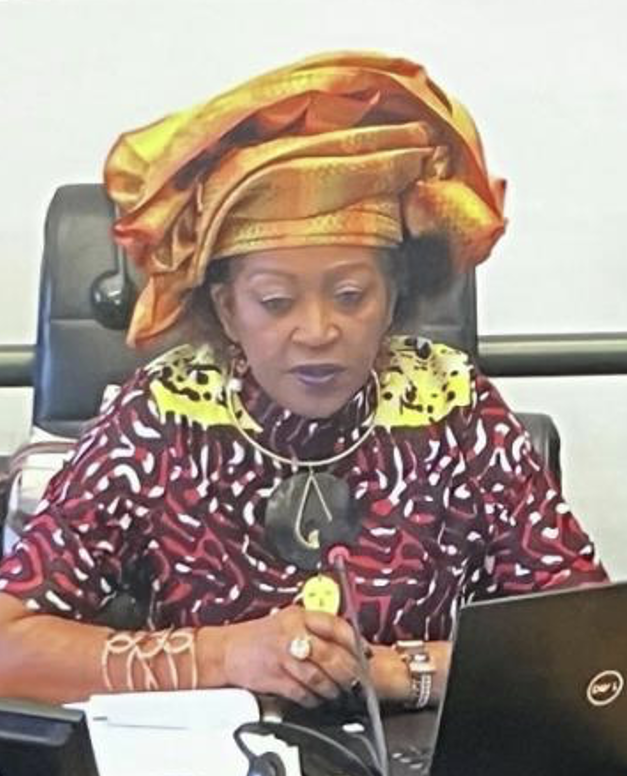
Verene Shepherd

Verene A. Shepherd (* 1950) ist eine jamaikanische Sozialhistorikerin.
Verene A. Shepherd schrieb ihre Doktorarbeit an der Cambridge University. Ihre Forschungsschwerpunkte sind jamaikanische Wirtschaftsgeschichte in der Zeit der Sklaverei sowie Geschichte der Frauen in der Karibik. Sie moderiert die in ganz Jamaika ausgestrahlte Radiosendung Talking History. Außerdem ist sie unter anderem Leiterin der Working Group of Experts on People of African Descent beim Hohen Kommissar der Vereinten Nationen für Menschenrechte. Shepherd ist Professorin für Sozialgeschichte an der University of the West Indies in Mona (Jamaika).
Im Oktober 2013 geriet sie in die Schlagzeilen, da sie die niederländischen Bräuche beim Sinterklaasfest um die Figur des Zwarte Piet als rassistisch bezeichnete und ein Ende der Tradition forderte.

## Veröffentlichungen (Auswahl)
- Livestock, Sugar and Slavery: Contested Terrain in Colonial Jamaica. 2009.
- I Want to Disturb My Neighbour. 2007.
- Maharani’s Misery: Narratives of a Passage from India to the Caribbean. 2002.
- Engendering History: Caribbean Women in Historical Perspectives. 1998.